# Horodyszcze
Horodyszcze este o arie protejată (sit de importanță comunitară — SCI) din Polonia întinsă pe o suprafață de 25,43 ha, integral pe uscat.

## Localizare
Centrul sitului Horodyszcze este situat la coordonatele 51°45′30″N 23°12′25″E / 51.7584°N 23.2069°E.

## Înființare
Situl Horodyszcze a fost declarat sit de importanță comunitară în octombrie 2009 pentru a proteja un număr necunoscut de specii din flora spontană și fauna sălbatică aflate în arealul zonei.

## Biodiversitate
Situată în ecoregiunea continentală, aria protejată conține 2 habitate naturale: Formațiuni de Juniperus communis pe lande sau pajiști calcaroase, Formațiuni ierboase bogate în specii de Nardus, dezvoltate pe substraturi silicioase în zone montane (și în zone submontane, în Europa continentală).
La baza desemnării sitului se află un număr nedeclarat de specii protejate.